# Dryobotodes
Dryobotode là một chi bướm đêm thuộc họ Noctuidae.

## Loài
- Dryobotodes angusta Sugi, 1980
- Dryobotodes banghaasi Draeseke, 1928
- Dryobotodes carbonis (Wagner, 1931)
- Dryobotodes cerriformis Hreblay & Ronkay, 1998
- Dryobotodes chlorota (Hampson, 1909)
- Dryobotodes contermina (Graeser, 1892)
- Dryobotodes eremita – Brindled Green (Fabricius, 1775)
- Dryobotodes formosanus Hreblay & Ronkay, 1998
- Dryobotodes glaucus L.Ronkay & Gyulai, 2006
- Dryobotodes hampsoni (Hacker & Peks, 1993)
- Dryobotodes himalayensis Hreblay, Peregovits & Ronkay, 1999
- Dryobotodes intermissa (Butler, 1886)
- Dryobotodes lubrica (Butler, 1889)
- Dryobotodes monochroma (Esper, 1790)
- Dryobotodes obliquisigna (Hampson, 1902)
- Dryobotodes praetermissa (Draudt, 1950)
- Dryobotodes pryeri (Leech, 1900)
- Dryobotodes roboris (Boisduval, [1828])
- Dryobotodes servadeii Parenzan, 1981
- Dryobotodes tenebrosa (Esper, 1789)